# Tychique Ntela Kalema
Tychique Ntela Kalema (sinh ngày 12 tháng 12 năm 1987 ở Kinshasa) là một cầu thủ bóng đá người CHDC Congo thi đấu cho AS Vita Club.

## Sự nghiệp
Kalema khởi đầu sự nghiệp cùng với SC Cilu và năm 2008 ký hợp đồng cho AS Vita Club. Anh thi đấu cho AS Vita Club the Orange CAF Confederations Cup 2010. Ngày 5 tháng 2 năm 2010 anh rời đi cùng với Serge Lofo Bongeli khỏi AS Vita Club để đến với Câu lạc bộ Đức Rot Weiss Ahlen.

## Sự nghiệp quốc tế
Kalema là thành viên của Đội tuyển bóng đá quốc gia Cộng hòa Dân chủ Congo và có 12 trận ra sân. Anh đại diện đội tuyển tại Giải vô địch bóng đá châu Phi 2009.